# Мартеллаго
Мартеллаго, Мартеллаґо (італ. Martellago, вен. Martełago) — муніципалітет в Італії, у регіоні Венето, метрополійне місто Венеція.
Мартеллаго розташоване на відстані близько 410 км на північ від Рима, 19 км на північний захід від Венеції.
Населення — 21 494 особи (2014).
Щорічний фестиваль відбувається 26 грудня. Покровитель — святий Степан.

## Демографія
Населення за роками:

Станом на 1 січня 2023 року в муніципалітеті офіційно проживало 1248 іноземців з 69 країн, серед них 368 громадян країн Євросоюзу та 62 громадяни України.

## Сусідні муніципалітети
- Мірано
- Сальцано
- Скорце
- Спінеа
- Венеція